# Bisolita brunneifascia
Bisolita brunneifascia är en fjärilsart som beskrevs av George Francis Hampson 1910. Bisolita brunneifascia ingår i släktet Bisolita och familjen tandspinnare. Inga underarter finns listade i Catalogue of Life.